# 藤田与志男
藤田 与志男（ふじた よしお、1941年 - 2008年5月10日）は、日本の実業家、馬主。
かつての馬主登録の表記は藤田 與志男であった。

## 経歴
東京都渋谷区に生まれ、杉並区で育つ。青山学院大学経済学部を卒業後、フジテレビの関連企業に就職、海外系の部署に配属されたのち、28歳で退社しアメリカ合衆国に渡り、ノースカロライナ州の大学に留学する。その後、輸入貿易業の会社を設立した。
2008年、体調不良により4月から入院していたが、5月10日、心不全により死去。67歳没。

## 馬主活動

藤田の勝負服

日本中央競馬会（JRA）および地方競馬全国協会（NAR）に登録する馬主として知られた。勝負服の柄は水色、赤縦縞、袖赤一本輪（以前は紫、袖黄元禄）を使用し、冠名には自身が犬好きなことから「シベリアン」や、愛犬のマルチーズに由来する「マルターズ」を用いたが、冠名のない馬も所有した。育成馬の多くは吉澤ステーブルに預託していた。
兄とともに学生時代から競馬場に通っていたという。馬主になったきっかけは「アメリカでしょうね」と語り、米国在住時に仕事の付き合いから知り合ったカイザー・キンメルとジョン・キンメル父子に「ヘイロー系の牝馬が欲しい」と相談し購入したアファームドヘイローが初の所有馬となる。
口取り時には必ず野球帽姿で参加していた。

### 来歴
- 1995年頃 - アメリカにて馬主となる[1]。アメリカでの所有馬ルラヴィはブリーダーズカップ・ディスタフにも出走し5着になるなど、重賞を含む11勝を上げる活躍をする。
- 1997年12月 - 日本中央競馬会の馬主資格を取得[2]。
- 2000年 - マルターズスパーブがフラワーカップを制し、所有馬が国内重賞初制覇[1]。
- 2007年 - ゴスホークケンが朝日杯フューチュリティステークスを制し、所有馬がJpnI級競走初制覇[1]。
- 2008年5月10日 - 死去。所有馬と勝負服の柄は妻の藤田在子（ふじた ながこ）に引き継がれることになった[2]。

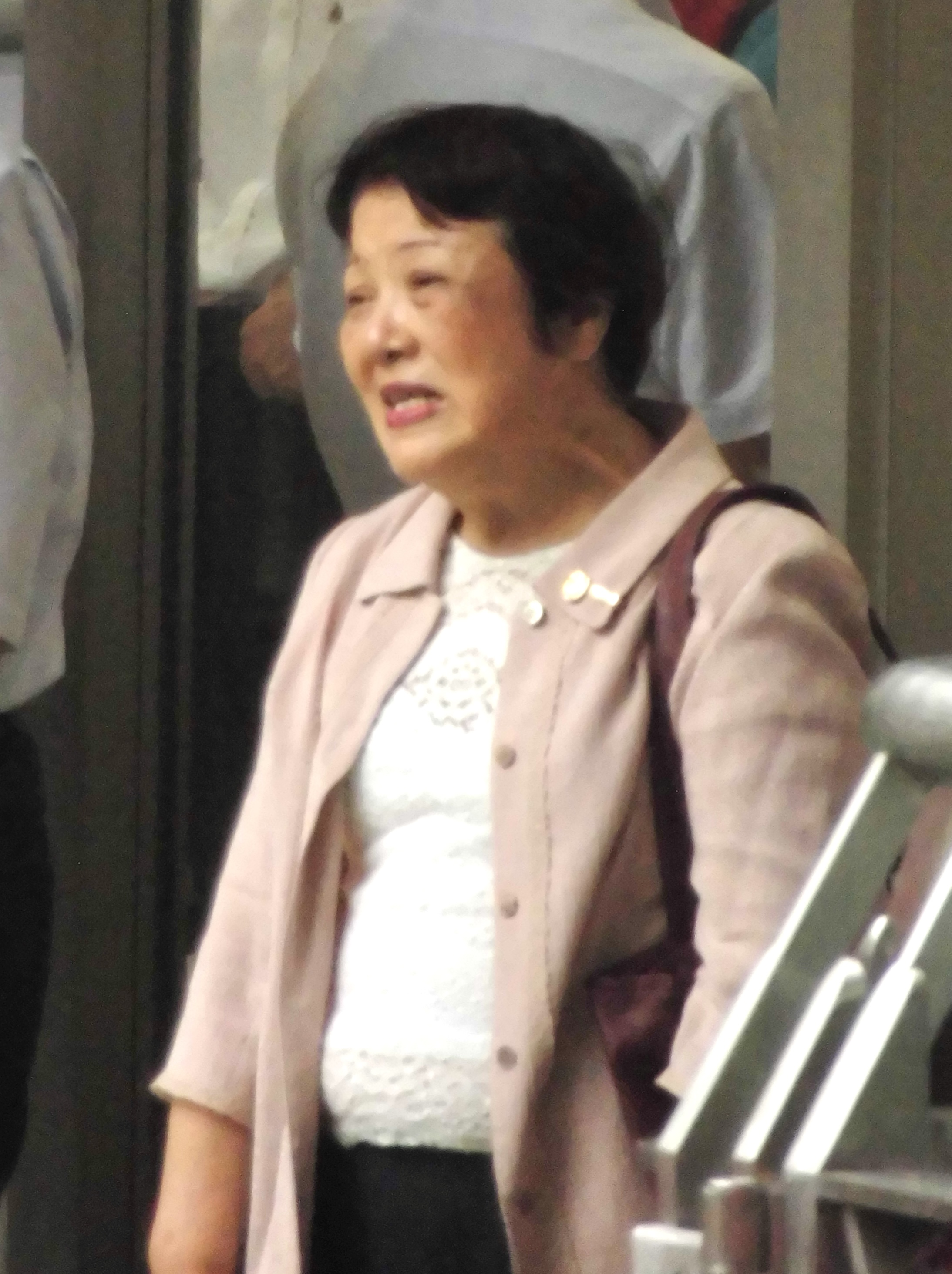
藤田在子

## 主な所有馬

### JpnⅠ級競走優勝馬
- ゴスホークケン（2007年朝日杯フューチュリティステークス）

### 重賞競走優勝馬
- ルラヴィ / Lu Ravi（1998年コティリオンハンディキャップ、フェアグラウンズオークス、アラバマステークス2着、2000年モリーピッチャーステークス、シクスティセイルズステークス、デラウェアハンデキャップ、アップルブロッサムハンデキャップ2着、2001年アップルブロッサムH2着）
- マルターズスパーブ（2000年フラワーカップ）
- シベリアンメドウ（2001年京王杯2歳ステークス）
- マルターズヒート（2003年フェアリーステークス）
- ブラックバースピン（2007年CBC賞）

### その他の所有馬
- サンターナズソング（2002年アネモネステークス）
- シベリアンホーク（2003年キャピタルステークス、京成杯オータムハンデキャップ2着）
- アポインテッドデイ（2003年朝日杯フューチュリティステークス3着、京王杯2歳ステークス2着、2004年共同通信杯2着）

### 藤田在子の所有馬
- ブラックバースピン（与志男の没後に名義変更）
- ゴスホークケン（与志男の没後に名義変更）
- マルターズアポジー（2016年福島記念、2017年小倉大賞典、関屋記念）
- アルタイル（2017年オアシスステークス、2018年ポルックスステークス）
- マルターズディオサ（2019年阪神ジュベナイルフィリーズ2着、2020年チューリップ賞、紫苑ステークス）